# Конфігурація Мебіуса — Кантора

Конфігурація Мебіуса — Кантора

Конфігура́ція Ме́біуса — Ка́нтора — конфігурація, що складається з восьми точок і восьми прямих, така, що на кожній прямій лежать по три точки і через кожну точку проходять по три прямих. Неможливо зобразити точки і прямі з цією моделлю інцидентності на евклідовій площині, однак можна зобразити на комплексній проєктивній площині.

## Координата
Мебіус задав питання, чи існує пара багатокутників із p сторонами в кожному, що мають таку властивість, що кожна вершина одного багатокутника лежить на прямій, яка проходить через сторону іншого, і навпаки. Якщо така пара існує, вершини і сторони цих багатокутників мають утворювати проєктивну конфігурацію. Для p = 4 ця задача не має розв'язку на евклідовій площині, проте Кантор знайшов пару багатокутників такого типу в узагальненому варіанті задачі, в якому вершини і ребра належать комплексній проєктивній площині. Таким чином, у розв'язку Кантора координатами вершин багатокутника є комплексні числа. Розв'язок Кантора для p = 4, пара взаємно вписаних чотирикутників на комплексній проєктивній площині, називають конфігурацією Мебіуса — Кантора.

Всі, крім однієї, лінії конфігурації можна зобразити прямими, всі одночасно — не можна

Коксетер запропонував такі прості однорідні координати для восьми точок конфігурації Мебіуса — Кантора:
(1,0,0), (0,0,1), (ω, −1, 1), (−1, 0, 1),
(−1,ω2,1), (1,ω,0), (0,1,0), (0,−1,1), де ω позначає комплексний кубічний корінь з 1.

## Абстрактна модель інциденцій

Граф Мебіуса — Кантора — граф Леві конфігурації Мебіуса — Кантора. Вершини одного кольору представляють точки конфігурації, а вершини іншого кольору представляють прямі

У загальнішому вигляді конфігурацію Мебіуса — Кантора можна описати як систему восьми точок і восьми трійок точок, у якій кожна точка входить рівно в три трійки. За додаткових умов (природних для точок і прямих), а саме, що ніяка пара точок не належить більш ніж двом трійкам і що ніякі дві трійки не мають у перетині більше двох точок, будь-які дві системи цього типу еквівалентні з точністю до перестановки точок. Таким чином, конфігурація Мебіуса — Кантора є єдиною проєктивною конфігурацією типу (8383).
Граф Мебіуса — Кантора отримав своє ім'я від конфігурації Мебіуса — Кантора, оскільки він є графом Леві цієї конфігурації. Граф має одну вершину для кожної точки конфігурації і по вершині для кожної трійки, а ребра з'єднують дві вершини, якщо одна вершина відповідає точці, а інша — трійці, яка містить цю точку.
Точки і прямі конфігурації Мебіуса — Кантора можна описати як матроїд, елементами якого є точки конфігурації, а нетривіальні бази — це прямі конфігурації. У цьому матроїді множина S точок є незалежною тоді й лише тоді, коли або |S| ≤ 2, або S складається з трьох неколінеарних точок. Даний матроїд отримав назву матроїда Маклейна, після того як Маклейн довів, що такий матроїд не може бути орієнтованим. Це один з небагатьох відомих мінорно-мінімальних неорієнтованих матроїдів.

## Споріднені конфігурації
Розв'язок задачі Мебіуса про взаємно вписані багатокутники для значень p більше чотирьох також становить інтерес. Зокрема, одинз можливих розв'язків для p = 5 — це конфігурація Дезарга з 10 точок і 10 прямих, що допускає реалізацію в евклідовому просторі. Конфігурація Мебіуса — це тривимірний аналог конфігурації Мебіуса — Кантора, що складається з двох взаємно вписаних тетраедрів.
Конфігурацію Мебіуса — Кантора можна розширити, додавши чотири прямих через чотири пари точок, які до цього не були з'єднані прямими, і додавши дев'яту точку на перетині цих чотирьох прямих. Результатом буде конфігурація Гессе, яку, як і конфігурацію Мебіуса — Кантора, можна реалізувати в комплексних координатах, але не в дійсних. Видалення будь-якої точки з конфігурації Гессе дає копію конфігурації Мебіуса — Кантора.